# Kup Hrvatske u vaterpolu za žene 2017.
Hrvatski kup u vaterpolu za žene za sezonu 2017./18. je osvojila "Mladost" iz Zagreba. 

Natjecanje je održano u studenom i prosincu 2017. godine.

## Sustav natjecanja
U natjecanju je sudjelovalo pet klubova, a natjecanje se igralo u dva dijela - kvalifikacijskom turniru i završnici. Na kvalifikacijskom turniru su ekipe igrale jednokružnu ligu te su se četiri najuspješnije ekipe plasirale u završnicu koja je igrana kup-sustavom.

## Sudionici
- Suzuki Bura - Split
- Mladost - Zagreb
- OVK POŠK - Split
- Primorje EB - Rijeka
- Viktoria - Šibenik

## Rezultati

### Kvalifikacijski turnir
Igrano od 10. do 12. studenog 2017. u Šibeniku. 
| mj | klub        | ut | pob | ner | por | gol+ | gol- | bod |           |
| -- | ----------- | -- | --- | --- | --- | ---- | ---- | --- | --------- |
| 1. | Mladost     | 4  | 4   | 0   | 0   | 46   | 16   | 12  | završnica |
| 2. | OVK POŠK    | 4  | 3   | 0   | 1   | 31   | 18   | 9   | završnica |
| 3. | Primorje EB | 4  | 2   | 0   | 2   | 31   | 27   | 6   | završnica |
| 4. | Viktoria    | 4  | 1   | 0   | 3   | 21   | 37   | 3   | završnica |
| 5. | Suzuki Bura | 4  | 0   | 0   | 4   | 17   | 48   | 0   |           |

| 10. studenog 2017.        | 10. studenog 2017. | 10. studenog 2017. |
| ------------------------- | ------------------ | ------------------ |
| Viktoria - OVK POŠK       | 7:10               |                    |
| Primorje EB - Suzuki Bura | 15:6               |                    |
| OVK POŠK - Primorje EB    | 6:4                |                    |
| Mladost - Viktoria        | 13:4               |                    |

| 11. studenog 2017.     | 11. studenog 2017. | 11. studenog 2017. |
| ---------------------- | ------------------ | ------------------ |
| Primorje EB - Mladost  | 4:12               |                    |
| Suzuki Bura - OVK POŠK | 0:12               |                    |
| Mladost - Suzuki Bura  | 14:5               |                    |
| Viktoria - Primorje EB | 3:8                |                    |

| 12. studenog 2017.     | 12. studenog 2017. | 12. studenog 2017. |
| ---------------------- | ------------------ | ------------------ |
| OVK POŠK - Mladost     | 3:7                |                    |
| Suzuki Bura - Viktoria | 6:7                |                    |

### Završnica
Igrano 15. i 16. prosinca 2017. u Zagrebu. 
| klub1         | rez.          | klub2         |
| poluzavršnica | poluzavršnica | poluzavršnica |
| ------------- | ------------- | ------------- |
| Mladost       | 18:5          | Viktoria      |
| OVK POŠK      | 7:6           | Primorje EB   |
|               |               |               |
| za pobjednika |               |               |
| Mladost       | 10:6          | OVK POŠK      |

## Najbolji strijelci
| - 20 golova - Dina Lordan (Mladost) - 13 golova - Domina Butić (OVK POŠK) - 11 golova - Petra Bukić (Mladost) - Emmi Miljković (Primorje EB) - 10 golova - Tereza Balić (Mladost) |

## Vanjske poveznice
- hvs.hr